# 日本的圣尼古拉
日本的圣尼古拉（俄语：Николай Японский），原名伊凡·德米特里耶维奇·卡萨德金（Иван Дмитриевич Касаткин；1836年8月13日—1912年2月16日）是俄罗斯正教会传教士，将东正教传入日本。
1861年，尼古拉抵达日本函馆，建立日本第一座东正教堂函館复活圣堂。1901年，曾派遣東正教神父在台北建立台北基督救世主正教堂。
1912年辭世，身後葬於東京都台東區的谷中墓地。1970年由正教會封聖，並獲得亞使徒銜。

### 引用
1. ↑  "Святый Николае, иерарше равноапостольне... молися о всем мире", Pravoslavie.RU，2007年2月俄文